# Franz H. Franieck
Franz H. Franieck (14. července 1800, Karlovy Vary – 18. ledna 1859, Karlovy Vary) byl karlovarský knihtiskař a nakladatel, též zdatný obchodník a organizátor.

## Život
Franz H. Franieck se narodil 14. července 1800. V šestnácti letech odešel do Vratislavi, kde se u firmy Grass-Barth Company vyučil tiskařskému řemeslu. Po návratu do Karlových Varů v roce 1819 se spolu s matkou Johannou ujal vedení rodinné knihtiskárny. Tu založil jeho otec Franz Franieck již v roce 1788 a nyní jí v důsledku válečných let a zadlužení hrozila ztráta existence. K tomu ještě v roce 1821 došlo k velké karlovarské povodni, která způsobila tiskárně škodu ve výši 9 000 zlatých. Situace byla umocněna rodinnou životní tragédii, kdy po šestiletém manželství zemřely Franieckovi žena a tři děti. V roce 1831 se znovu oženil a postupně se manželům narodily dvě dcery. Po smrti matky dne 5. února 1833 převzal s bratrem Karlem firmu a vedl ji pod jménem Gebrüder Franieck. Nacházela se tehdy ve Školní ulici č. p. 154.
Tento nejvýznamnější karlovarský knihtiskař zemřel 18. ledna 1859 v Karlových Varech. Pohřben byl na tehdejším Ondřejském hřbitově v dnešních Mozartových sadech. Je zde dochován malý kamenný náhrobek.
Firma Franieck existovala až do roku 1945.

## Činnost

### Patriot, radní a střelec
Franz Franieck se stal velkým karlovarským patriotem. V třicátých letech 19. století začal být veřejně činný v městské radě a všemožně usiloval o zvelebení města. V roce 1834 byl zvolen hejtmanem karlovarského střeleckého spolku. Funkci vykonával 25 let a během této doby vypracoval střelcům nový organizační řád, napsal a vydal jejich kroniku a roku 1836 založil moderní střelnici v místech pozdějšího hotelu Střelnice (Národní dům). Sám byl vynikajícím střelcem, v letech 1847, 1851 a 1858 získal titul střeleckého krále (Schützenkönig). V roce 1835 mu byla císařem Ferdinandem udělena zlatá medaile za zásluhy o město.

### Tiskař a nakladatel
Postupem času začala tiskárna Franiecků opět prosperovat a rostoucí příjmy umožnily modernizaci zařízení. V roce 1839 byla rozšířena o novou litografickou dílnu a stala se hlavním dodavatelem loketského krajského magistrátu. V roce 1838 publikovali Franieckové nově koncipovaného karlovarského průvodce, který byl mnohokrát reeditován a patřil v 19. století k nejlepším publikacím svého druhu. V letech 1840 a 1841 vydávala tiskárna první karlovarské noviny Unterhaltungs, Auskunfts und Anzeigeblatt von Carlsbad und den anderen Curorten Böhmens, ty však z ekonomických důvodů po těchto dvou ročnících zanikly. Na jaře roku 1848 začala tiskárna vydávat unikátní politický týdeník Wochenblätter für Freiheit und Gesetz, který však zanikl v prosinci téhož roku (bylo vydáno celkem 85 čísel). Od ledna 1849 zde vycházel jeden z prvních pedagogických časopisů v českých zemích, měsíčník pro výchovu a vyučování Bote für Haus und Schule im Königreiche Böhmen.

### Knihovník a knihkupec
V roce 1845 založili Franieckové na Staré louce v domě U dubu č. p. 460 moderní knihovnu s výpůjční službou. Byl zde výběr nejnovější německé, francouzské a anglické literatury; k orientaci sloužil tištěný katalog. V roce 1866 knihovní fond již obsahoval přes 20 000 svazků. V témže domě měli Franiekové i knihkupectví, které kromě knih nabízelo mapy a plány města, pohlednice a umělecké předměty.

### Literát
Franz Franieck měl též literární talent. Jeho příležitostné básně a oslavné ódy byly ve společnosti oblíbené. V roce 1857 vydal veršovanou legendu o poutním místě Chlum sv. Maří. Autorsky se podílel i na jiných publikacích – almanach karlovarských ostrostřelců, veršované album lázní Kyselka nebo oslavný sborník k 500. jubileu Karlových Varů v roce 1858.

### Mecenáš a návštěvník Kyselky
Franieck byl štědrým mecenášem a častým návštěvníkem rodících se lázní v Kyselce, která byla jeho oblíbeným výletním místem. Dne 23. srpna 1852 lázně navštívil v doprovodu řeckého krále Otty I. během jeho karlovarského pobytu. Franiecka pojilo úzké přátelství s baronem Johannem von Neuberg, tehdejším majitelem kysibelského panství. Roku 1857 vydal publikaci Album der König Otto Quelle bei Geisshübl in Böhmen.
V Kyselce na lesní promenádě nad kolonádou Ottova pramene byl na paměť zásluh Franze H. Franiecka o zdejší lázně postaven pomník. Měl formu prostého žulového hranolu a stával na vyzděné kruhové terase. Nechal jej zřídit baron Johann von Neuberg. K slavnostnímu odhalení došlo v červnu roku 1859 a průvodní řeč tehdy pronesl sám Johann von Neuberg.